# Этнографические группы башкир
Этнографические группы башкир — части башкирского народа, компактно проживающие на определенной территории, сохраняющие особенности в языке и отдельных компонентах культуры.
У башкир выделяются северо-восточная, северо-западная, юго-восточная, юго-западная этнографические группы.

## Северо-восточная этнографическая группа
Объединяет кланы айле, бадрак, бикатин, бишул, дуван, калмак, катай, кошсы, кувакан, кудей, кумрук, мурзалар, салъют, сызгы, сынрян, сырзы, табын, терсяк, упей. Выделяются зауральская, северная и горная подгруппы. Распространен восточный диалект башкирского языка.

## Северо-западная этнографическая группа
Подразделяется на икскую (входят кланы байлар, буляр, иректы, юрми), нижнебельскую (гэрэ, дуваней, елан, ельдяк, еней, канлы, каршин, киргиз), северную (балыксы, гайна, таз, танып, уваныш, ун, уран) подгруппы. Распространен северо-западный диалект башкирского языка.

## Юго-восточная этнографическая группа
Сформировалась вследствие объединения кланов бурзян, кыпсак, тамьян, тангаур, усерган, юрматы. Выделяют зауральскую, горно-лесную, приуральскую лесную, приуральскую степную подгруппы. В языке распространен южный диалект башкирского языка.

## Юго-западная этнографическая группа
Подразделяется на дёмскую (мин) и южную (иргизо-камеликские башкиры) подгруппы. В языке распространен дёмский говор южного диалекта башкирского языка.